# Sieben Schwestern (Moskau)

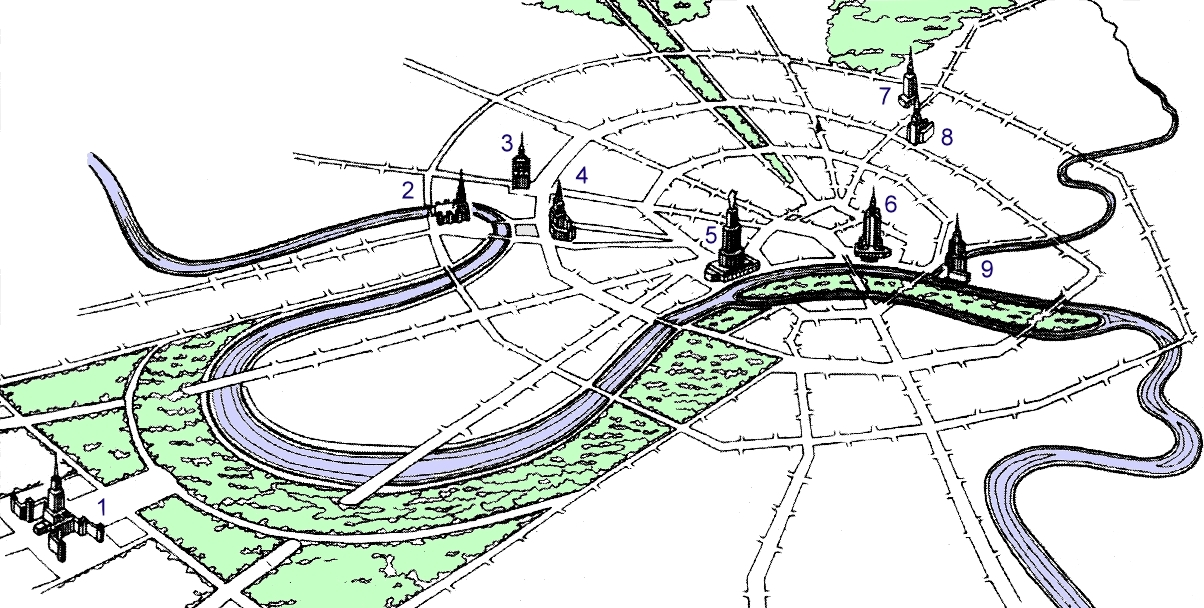
Planzeichnung der Sieben Schwestern von 1939

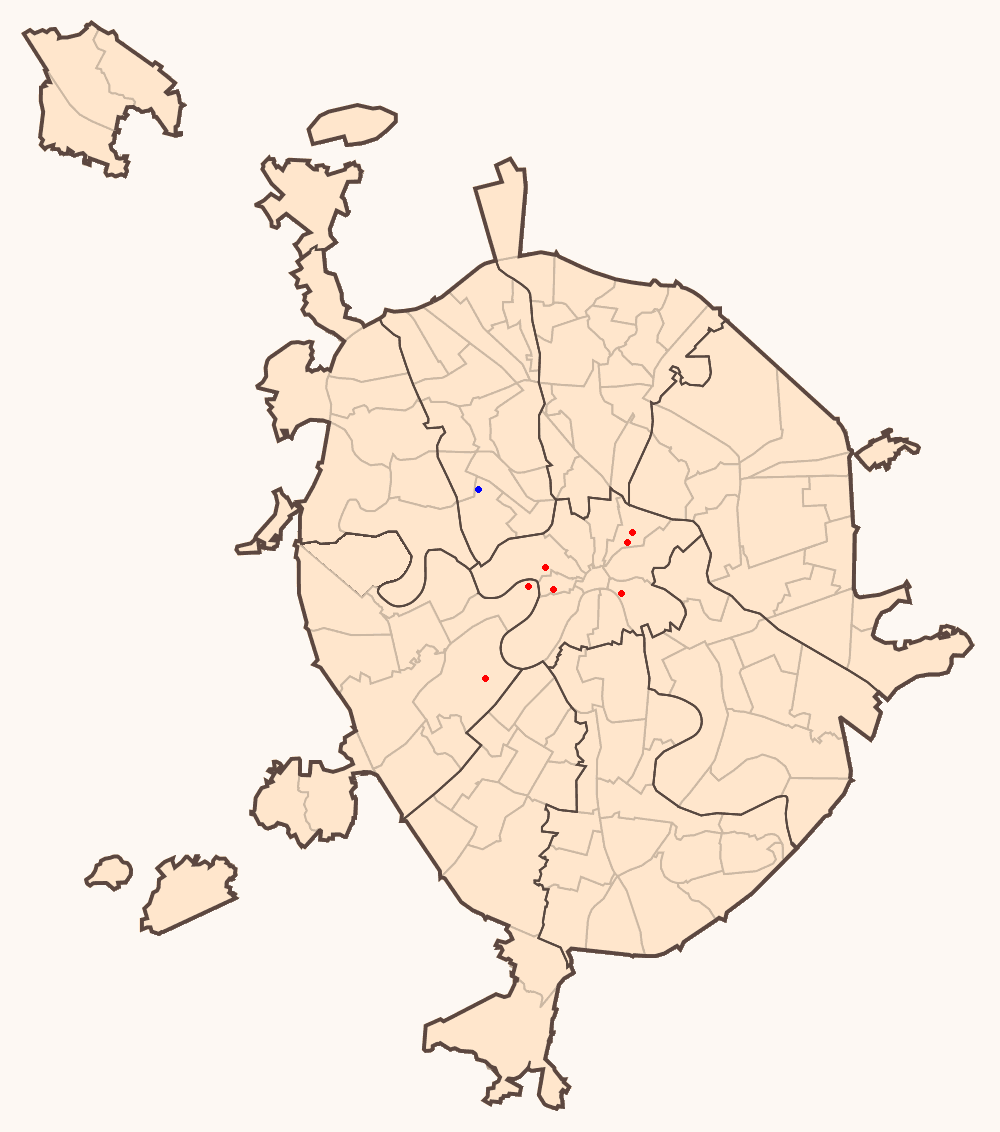
Die Lage der Sieben Schwestern (rot) und des Triumph-Palasts (blau) innerhalb Moskaus

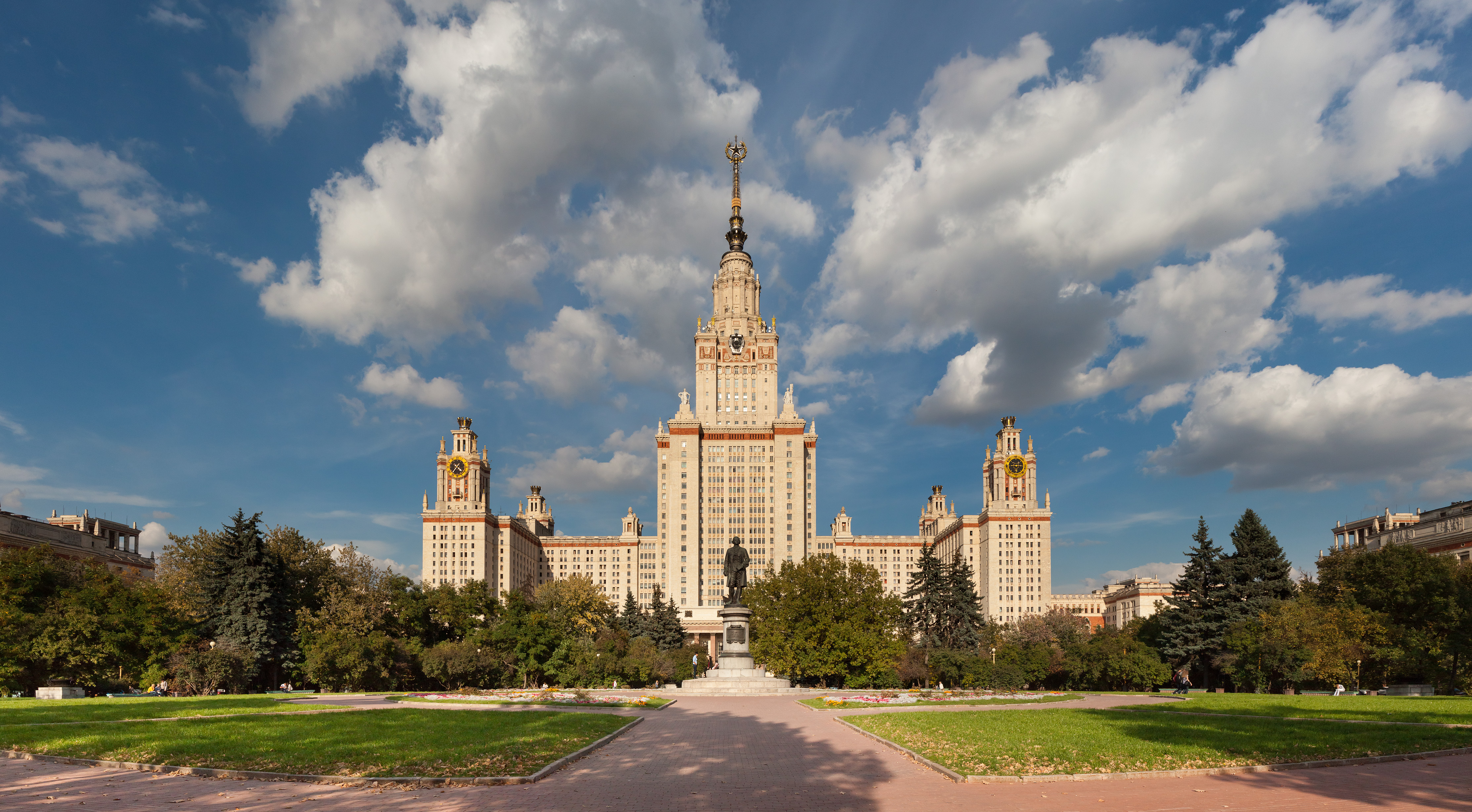
Das Hauptgebäude der Lomonossow-Universität

Sieben Schwestern ist eine Bezeichnung für die sieben im Auftrag Stalins im Sozialistischen Klassizismus (auch als Stalinistischer Zuckerbäckerstil bekannt) erbauten Hochhäuser in Moskau. Manchmal werden sie auch Stalins Kathedralen oder Stalinfinger genannt; im russischen Sprachgebrauch ist die Bezeichnung Stalinhochhäuser (russisch Сталинские высотки Stalinskije Wysotki) am geläufigsten. Sie wurden in den letzten Jahren der Stalinherrschaft und in den ersten Jahren nach Stalins Tod erbaut, von 1947 bis 1957. Ursprünglich war der Bau von acht Hochhäusern beschlossen, von denen aber nur sieben in Moskau verwirklicht wurden. Das achte derartige Gebäude wurde Warschau „geschenkt“ und dort als Kulturpalast errichtet.

## Geschichte
Im Laufe der 1930er Jahre erlebte Moskau, das 1918 kurz nach der Oktoberrevolution wieder zur russischen (ab 1922 sowjetischen) Hauptstadt wurde, einen rasanten Bevölkerungszuwachs: Von 1926 bis 1936 stieg dessen Einwohnerzahl von 2 Millionen auf über 3,6 Millionen. Dies machte umfassende Ausbaumaßnahmen in der Stadt nötig, die 1935 in einem Generalplan festgeschrieben wurden. Dieser sah unter anderem den Abriss zahlreicher alter Gebäude in der historischen Innenstadt und Errichtung großer, monumentaler Häuser entlang der Hauptverkehrsachsen vor, die vom zentralen Punkt der Stadt – dem Kreml – ausgingen. Dabei sollte eine bestimmte Anzahl besonders hoher Gebäude an den wichtigsten Plätzen der Stadt entstehen, welche die übrigen Gebäude architektonisch dominieren würden.
Die zentrale Rolle in dieser neuen architektonischen Landschaft der Hauptstadt sollte ursprünglich der Palast der Sowjets am linken Moskwa-Ufer westlich des Kremls einnehmen, ein 415 Meter hoher, von einer überragenden Lenin-Statue gekrönter Wolkenkratzer. Für die Verwirklichung dieses Bauvorhabens wurde der Entwurf einer Architektengruppe um Boris Iofan zugrunde gelegt. 1934 begannen die Bauarbeiten an der Stelle der Christ-Erlöser-Kathedrale, die drei Jahre zuvor für diesen Zweck abgebrochen worden war. Bedingt durch die Komplexität des Bauprojekts ging die Errichtung jedoch sehr langsam voran, so dass bis Anfang 1941 nur die Fundamente des künftigen Palastes fertig waren. Aufgrund des bald darauf ausgebrochenen Deutsch-Sowjetischen Krieges wurden die Arbeiten gänzlich eingestellt und sollten ursprünglich erst nach Kriegsende wieder aufgenommen werden.
Nach dem Sieg der Sowjetunion im Zweiten Weltkrieg 1945 verschoben sich aber die Prioritäten der Stadtbaumeister zu Ungunsten dieses Großprojekts: Moskau musste nach den im Krieg erlittenen Schäden wiederaufgebaut werden, dabei sollte ein Ensemble aus monumentalen Bauwerken errichtet werden, das an die in den 1930er Jahren vielfach vernachlässigten Traditionen der Altmoskauer Baukunst anknüpfte und zugleich die Rolle der Sowjetunion als Siegermacht unterstrich. Hierzu wurde in einer neuen Fassung des Generalplans 1947 der Bau von zunächst acht Wolkenkratzern beschlossen, die an verschiedenen wichtigen Stellen der Stadt entstehen und das Moskauer Stadtbild prägen sollten. Auch Staatschef Josef Stalin, der sämtliche Moskauer Stadtbaupläne aufmerksam verfolgte, schien nicht länger an der Verwirklichung des Palastes der Sowjets interessiert, sprach sich aber sofort für den Bau der acht Wolkenkratzer aus. So kam es dazu, dass im September 1947, während der Feierlichkeiten zum 800. Jahrestag der Stadtgründung Moskaus, der Grundstein für das erste Stalin-Hochhaus – das Gebäude der Lomonossow-Universität – gelegt wurde, während der Palast der Sowjets zunächst zurückgestellt wurde, bis er kurz nach Stalins Tod endgültig verworfen wurde. Die bereits errichteten Fundamente wurden in den 1960er Jahren für den Bau des Schwimmbades Moskwa an der gleichen Stelle verwendet, das Anfang der 1990er abgerissen und dort anschließend von 1994 bis 2000 die originalgetreu rekonstruierte Christ-Erlöser-Kathedrale wieder errichtet wurde.
In den ursprünglichen Bauplänen für die acht Hochhäuser sollten diese jedoch nicht den geplanten Palast der Sowjets ersetzen, sondern vielmehr ein einheitliches Ensemble um ihn herum bilden, wobei der Palast der Sowjets hierin die zentrale Rolle einnehmen sollte. Für die acht Wolkenkratzer wurden absichtlich sehr repräsentative Standorte gewählt: So baute man das Gebäude der Lomonossow-Universität hoch auf den Sperlingsbergen, eine der höchsten Erhebungen Moskaus, was das Gebäude von vielen anderen Plätzen der Stadt aus sichtbar machte; gleich drei Hochhäuser wurden direkt am Gartenring errichtet, jener Straße, die vielerorts die Grenze zwischen dem historischen Stadtkern und der Neustadt bildet. Das nicht verwirklichte Hochhaus in Sarjadje sollte in unmittelbarer Nähe des Kremls stehen und diesen optisch überragen.
Insgesamt dauerte der Bau aller sieben verwirklichten Hochhäuser zehn Jahre: Als erstes wurde 1952 das Wohnhaus an der Kotelnitscheskaja-Uferstraße fertiggestellt und mit dem Hotel Ukraine wurde 1957 das letzte der sieben Häuser seiner Bestimmung übergeben. Dabei wurden die Baupläne einiger Gebäude bereits beim Bau erneut dahingehend überarbeitet, dass einige architektonische Details nachträglich hinzugefügt oder entfernt wurden; darüber hinaus war das Universitätshochhaus bei Baubeginn zunächst als reines Wohngebäude geplant. Manchmal griff auch Stalin selbst in die Planung ein; so bestand er darauf, das Außenministeriumsgebäude mit einer Turmspitze zu versehen, obwohl es ursprünglich ohne diese konzipiert worden war.

## Nachwirkungen
Die Moskauer Stalin-Hochhäuser hatten insbesondere für die Architektur der 1950er Jahre in den damaligen Ostblockstaaten Vorbildwirkung. So wurde der 1952–1955 errichtete Kulturpalast in Warschau den Sieben Schwestern nachempfunden und erscheint in der Tat wie eine Kopie dieser Bauten. Entworfen hatte ihn Lew Rudnew, der zuvor auch das Hochhaus der Lomonossow-Universität erbaut hatte. Auch in Riga entstand zur gleichen Zeit ein Kulturpalast, der heute Sitz der Lettischen Akademie der Wissenschaften ist. In Bukarest entstand zwischen 1952 und 1956 das rund 250 Meter breite Casa Presei (Lage) und in Prag wurde 1952–1954 das heutige Hotel International (Lage) errichtet.

Ähnliche Hochhäuser wurden auch für einige Städte der DDR geplant, vor allem für Magdeburg, Berlin, Leipzig und Dresden, kamen hier aber nicht zur Ausführung.
Auch einige im frühen 21. Jahrhundert in Moskau entstandene Hochhäuser sind an die Architektur der Sieben Schwestern angelehnt. Ein Paradebeispiel dafür ist der im Jahr 2003 fertiggestellte Triumph-Palast (russisch Триумф-Палас Triumf-Palas) unweit der Ausfallstraße Leningradski-Prospekt. Mit 264 Metern Höhe und einem zentralen Turm mit Spitze gilt er als moderner Nachbau der stalinistischen Hochhäuser und beherbergt exklusive Wohneinheiten.

## Die Gebäude im Einzelnen

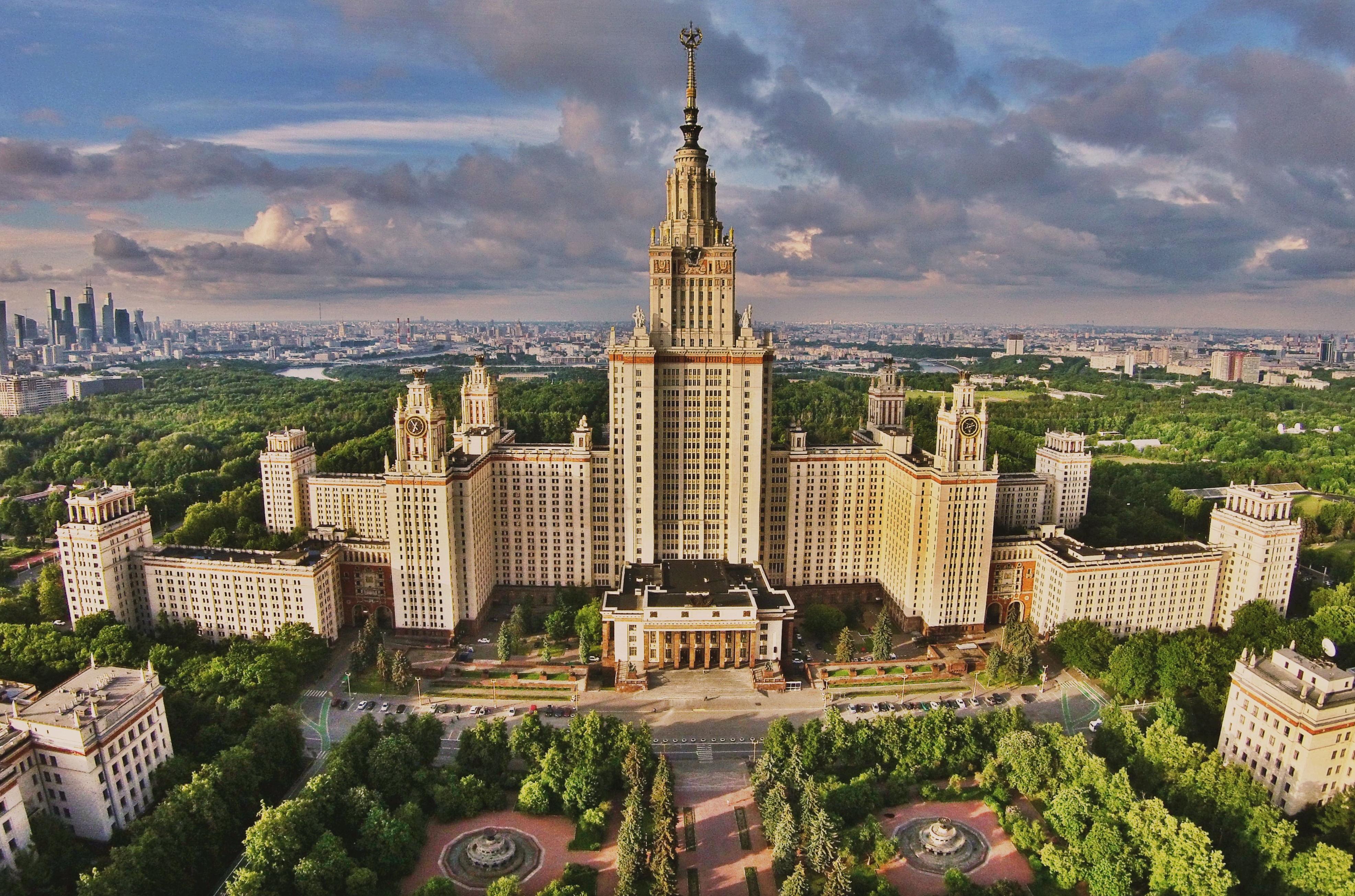
Hauptgebäude der Lomonossow-Universität
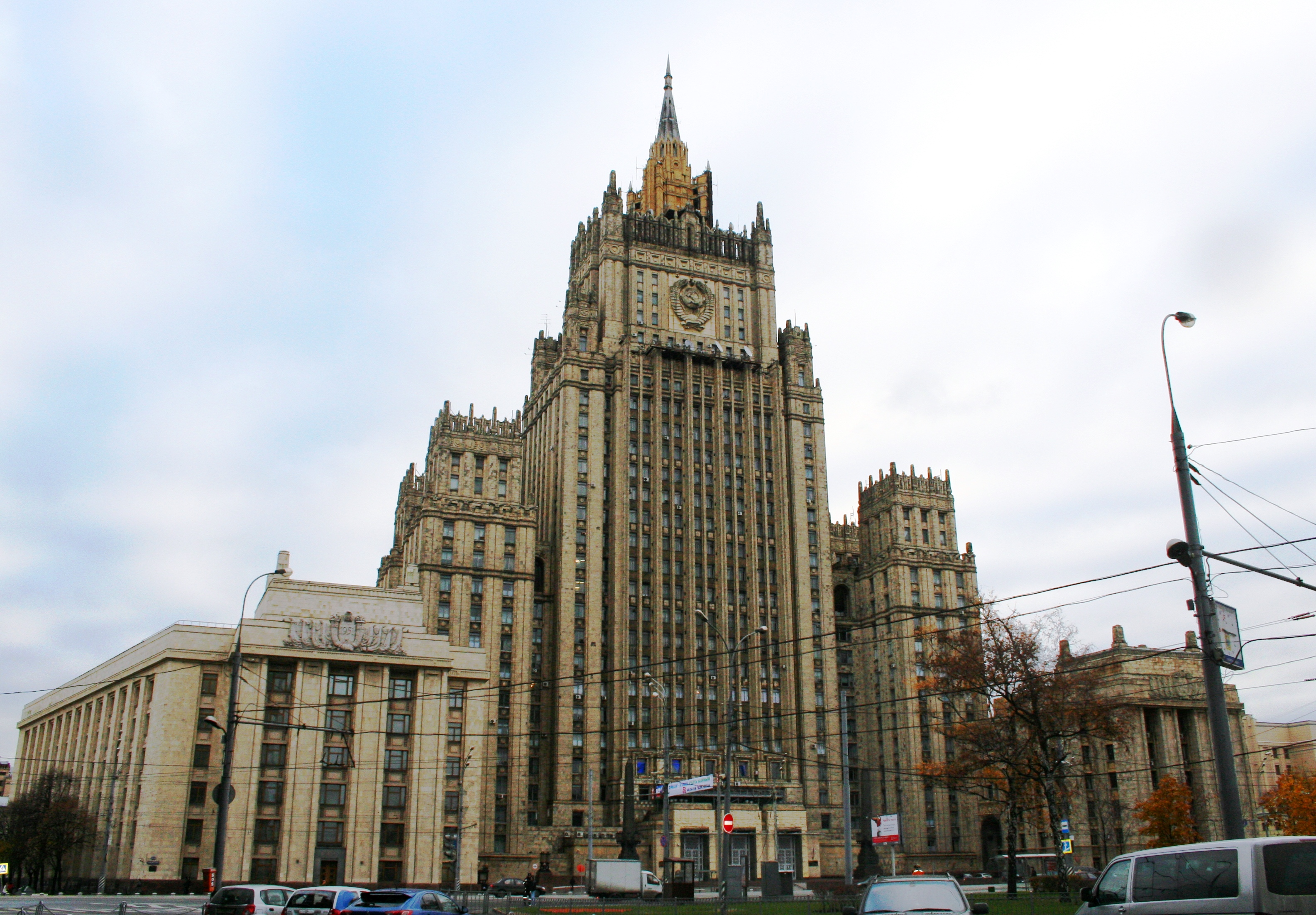
Gebäude des Außenministeriums
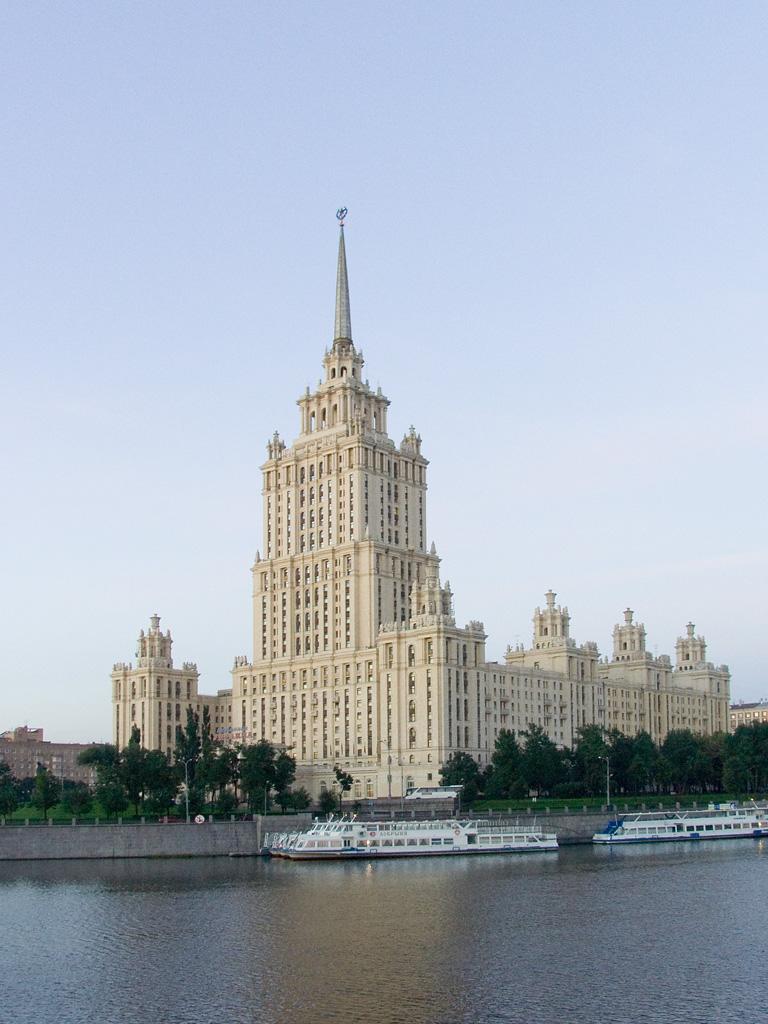
Hotel Ukraine
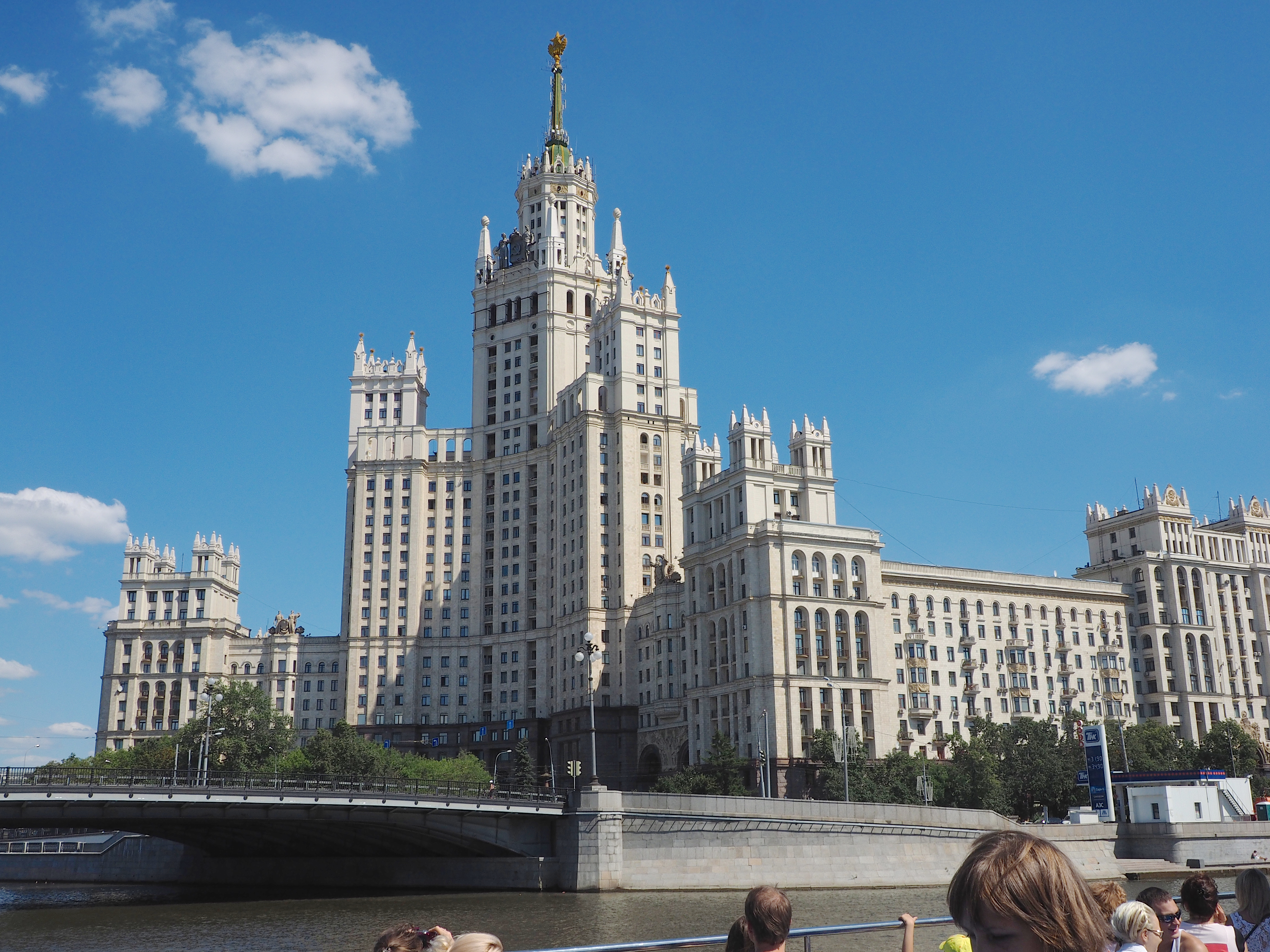
Apartmentgebäude an der Kotelnitscheskaja-Uferstraße
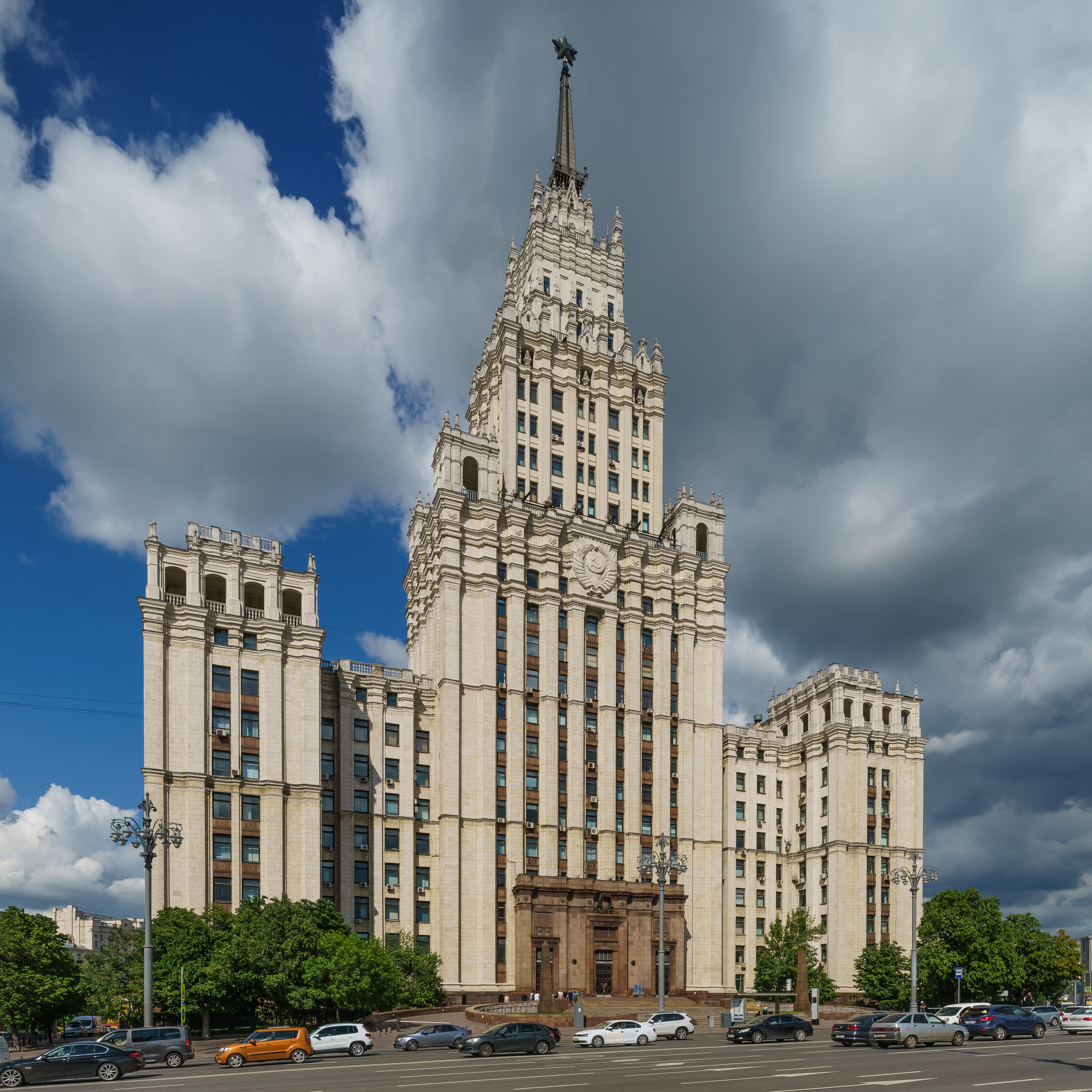
Das Haus am Roten Tor, von Alexei Duschkin
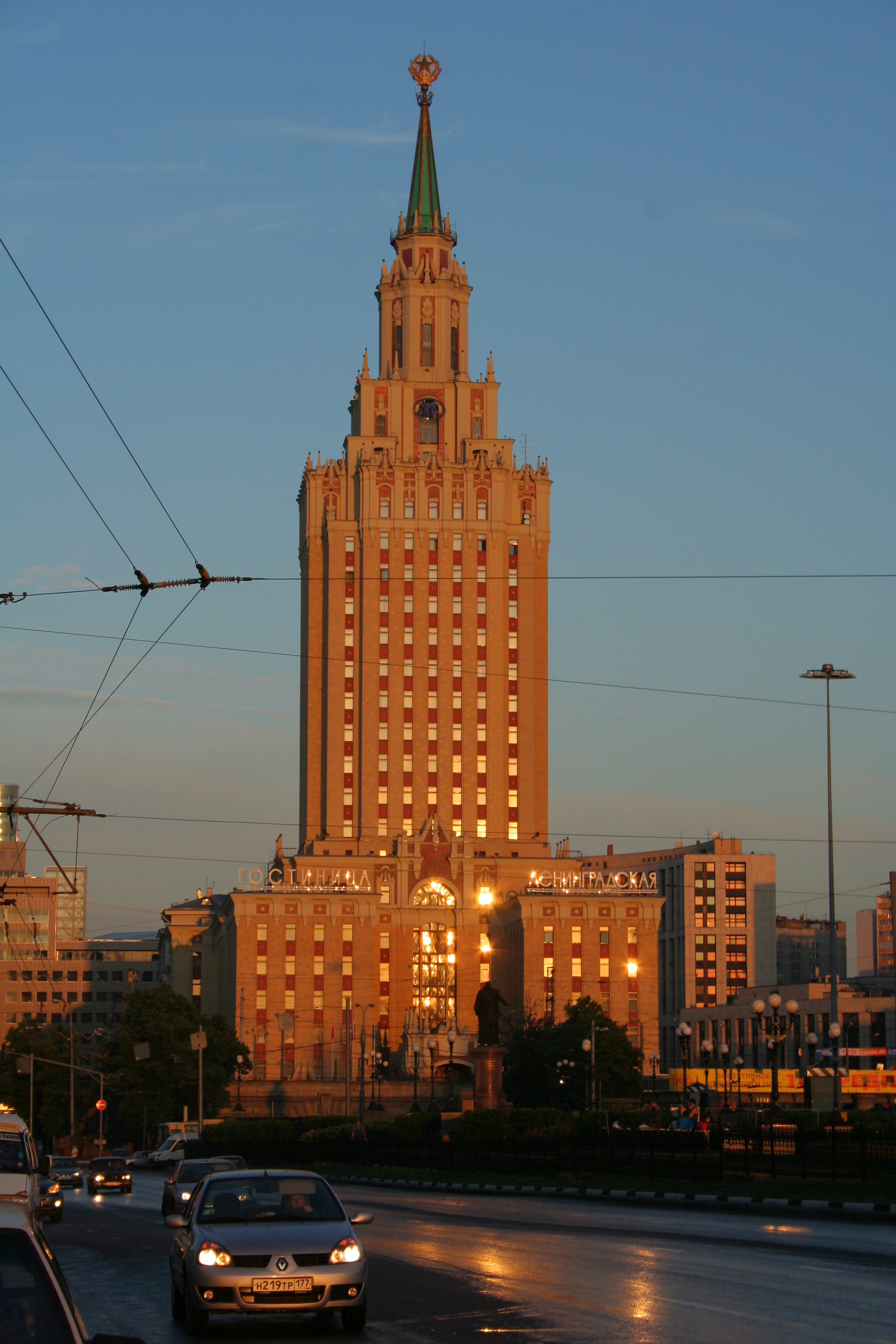
Hotel Leningradskaja
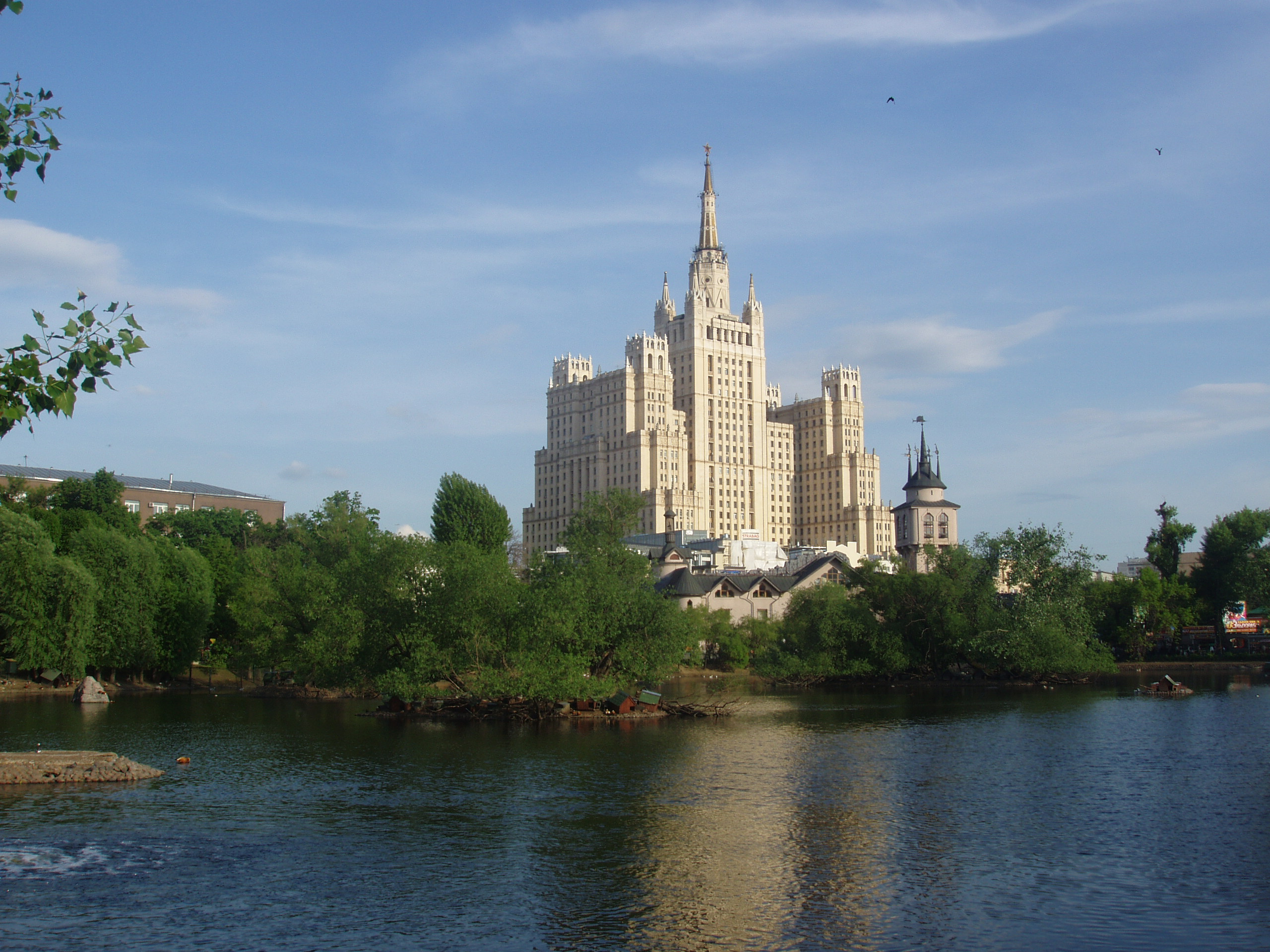
Apartmentgebäude am Kudrinskaja-Platz

### Zentraler Campus der Lomonossow-Universität
Lage: 55° 42′ 10,6″ N, 37° 31′ 52,4″ O
Der zentrale Campus der Lomonossow-Universität wurde 1948–1953 auf den Sperlingsbergen, etwas abseits des Stadtzentrums, errichtet und besteht aus dem zentralen Turm mit ausgedehnten Seitenanbauten. Entworfen wurde der Komplex von Lew Rudnew und drei weiteren Architekten. Mit 235 Metern und 36 Stockwerken ist der zentrale Turm des Gebäudes das höchste Bauwerk unter den Sieben Schwestern. Heute sind dort die Fakultäten für Geologie, Geografie und die mechanisch-mathematische Fakultät untergebracht. Die um den zentralen Turm herum symmetrisch angeordneten Seitenflügel beherbergen nicht nur Universitätsräume, sondern auch Studentenwohnheime und Wohnungen für das Lehrpersonal.

### Das Gebäude des Außenministeriums
Lage: 55° 44′ 46″ N, 37° 35′ 5,5″ O
Das Hochhaus am westlichen Ende der alten Arbat-Straße, 1948–1953 erbaut, ist 172 Meter hoch und hat 27 Stockwerke. Die Gesamtnutzfläche beträgt circa 65.000 m², das Gesamtvolumen circa 402.000 m³. Es ist Hauptsitz des russischen Außenministeriums, vor der Auflösung der Sowjetunion war dort das Außenministerium der UdSSR ansässig. Die vordere Fassade des Gebäudes ist zum Gartenring hin gewandt.
Das ursprüngliche Gebäude hatte einen Turm ohne Spitze. Diese wurde auf Befehl Stalins nachgerüstet und musste aus statischen Gründen in Metall ausgeführt werden. Wegen Korrosionsschäden begann im September 2016 eine Restaurierung.

### Hotel Ukraine
Lage: 55° 45′ 5,4″ N, 37° 33′ 57,9″ O
Das einschließlich der Antenne 198 Meter hohe, 34-stöckige Gebäude entstand 1953–1957 nach Entwürfen von Arkadi Grigorjewitsch Mordwinow und Wjatscheslaw Konstantinowitsch Oltarschewski. Die Baukonstruktion entwickelte die Bauingenieurin Nina Abramowna Dychowitschnaja. Es befindet sich direkt nördlich der wichtigen Ausfallstraße Kutusowski-Prospekt, die in die Fernstraße M1 übergeht, und südlich einer Moskwa-Uferstraße. Während der Hauptteil des Gebäudes als Vier-Sterne-Hotel mit 1018 Zimmern dient, befinden sich in den Seitenflügeln teilweise Wohneinheiten. Es war lange Zeit das höchste Hotel Europas, bis es 2001 vom Gran Hotel Bali im spanischen Benidorm überholt wurde.
Am 28. April 2010 wurde es nach dreijähriger Renovierung, Modernisierung und Umgestaltung als Haus der Marke Radisson Blu wieder eröffnet und heißt heute Radisson Collection Hotel, Moscow.

### Wohnhaus an der Kotelnitscheskaja-Uferstraße
Lage: 55° 44′ 49,4″ N, 37° 38′ 36,3″ O
Das repräsentative Wohnhaus an der Kotelnitscheskaja-Uferstraße östlich des historischen Stadtviertels Kitai-Gorod, direkt an der Mündung des Flüsschens Jausa in die Moskwa, wurde 1952 nach Entwurf von Dmitri Tschetschulin und Andrei Rostkowski sowie unter Mitwirkung des Bauingenieurs L. M. Gochman fertiggestellt. Den Bauplatz hatte Lawrenti Beria bestimmt, der auch die Bauausführung überwachte. Der Bau des Hauses, das die Perspektive vom Kreml zur Mündung der Jausa schließt, wurde noch 1938 begonnen und nach einer durch den Zweiten Weltkrieg bedingten Unterbrechung von 1948 bis 1952 weitergeführt.
Der Stahlskelettbau zählt 26 Stockwerke (32 zusammen mit den technischen Stockwerken) und hat eine Höhe von 176 Metern. In diesem Teil des Komplexes befinden sich 540 Wohnungen, davon 336 Zweizimmer-, 173 Dreizimmer-, 18 Vierzimmer- und 13 Einzimmerwohnungen. Ergänzt wird er um einen Komplex von 9-stöckigen Seitenflügeln, die annähernd sternförmig um den Hauptteil herum angeordnet sind, wobei sich zwei vordere Seitenflügel genau parallel den Flussläufen der Jausa und der Moskwa erstrecken. Eine Besonderheit dieses Gebäudes ist, dass einer der Seitenflügel bereits vor dem Beginn des Zweiten Weltkriegs – nämlich 1938–1940 – von denselben Architekten erbaut und erst ein Jahrzehnt später in den Gesamtkomplex integriert wurde.
Das Haus ist und war ein reines Wohngebäude und galt bei seiner Fertigstellung und lange Zeit danach als eines der luxuriösesten Wohnhäuser in der damaligen Sowjetunion – mit geräumigen Mehrzimmerwohnungen, die nicht nur alle damals verfügbaren technischen Neuerungen, sondern auch ein exklusives Ambiente hatten, wie beispielsweise prunkvolle Kronleuchter, Reliefs und Skulpturen sowie kunstvoll bemalte Decken. Das Privileg, dort zu wohnen, gebührte dementsprechend nur besonders verdienten Bürgern, darunter vielen Künstlern und Wissenschaftlern. Insgesamt befinden sich in dem Gebäudekomplex 700 Wohnungen, davon etwa die Hälfte im zentralen Teil; hinzu kommen Geschäfte, ein Postamt, das Kino Illusion und das Museum zu Ehren von Galina Ulanowa, einer bekannten Bewohnerin des Hauses.
Zu den weiteren berühmten Persönlichkeiten, die im Hochhaus an der Kotelnitscheskaja-Uferstraße wohnen oder gewohnt haben, gehören die Schriftsteller Wassili Aksjonow und Konstantin Paustowski, der Maler Arkadi Plastow, die Dichter Jewgeni Jewtuschenko und Andrei Wosnessenski und die Sängerin Ljudmila Sykina.

### Haus am Roten Tor
Lage: 55° 46′ 10,2″ N, 37° 38′ 58,4″ O
Dieses Haus wurde 1953 fertiggestellt, ist 110 Meter hoch und hat im zentralen Teil 24 Stockwerke. Der Name stammt vom ehemaligen Roten Tor ab, das noch Anfang der 1930er Jahre abgerissen wurde. Zu Sowjetzeiten beherbergte das Gebäude das sowjetische Ministerium für Verkehrsbau, heute residiert dort unter anderem das Moskauer Stadtbauunternehmen Transstroi, auch Wohnungen sind im Gebäude vorhanden. In das Erdgeschoss des Hauses ist das östliche Eingangsvestibül der Metrostation Krasnyje Worota integriert, das parallel zum Bau des Hochhauses entstand.

### Hotel Leningradskaja
Lage: 55° 46′ 26,8″ N, 37° 39′ 6,2″ O
Das heutige Fünf-Sterne-Hotel Leningradskaja wurde 1949–1952 erbaut. Es ist 132 Meter hoch und hat 17 Etagen. Dank seiner Lage in unmittelbarer Nähe des Komsomolskaja-Platzes, wo drei Hauptbahnhöfe und zwei Metrostationen nebeneinander liegen, gehört es zu den bekanntesten Moskauer Hotels. 2006 wurde es von der Hilton-Hotelkette übernommen und bis 2009 umfassend renoviert.

### Wohnhaus am Kudrinskaja-Platz
Lage: 55° 45′ 33,1″ N, 37° 34′ 52″ O
Ähnlich dem Haus an der Kotelnitscheskaja-Uferstraße ist auch das Gebäude am Kudrinskaja-Platz (ehemals Platz des Aufstandes) an der Westseite des Gartenrings ein reines Wohngebäude und galt seinerzeit als eine äußerst vornehme Wohnadresse. Es wurde 1948–1954 erbaut, der zentrale Teil ist 156 Meter hoch und hat 24 Stockwerke. Insgesamt beinhaltet der Bau einschließlich der Seitenflügel über 450 Wohnungen. Einer der prominenten Bewohner des Hauses war der Testpilot Michail Gromow. Das Gebäude wurde von Michail Possochin mit Aschot Mndojantsch entworfen.

### Hochhaus in Sarjadje (unverwirklicht)
Lage: 55° 45′ 4,8″ N, 37° 37′ 43,8″ O
Das achte Stalin-Hochhaus sollte in unmittelbarer Nähe des Roten Platzes am linken Moskwa-Ufer entstehen. Mit 32 Stockwerken sollte das Bauwerk, an dessen Entwurf der Architekt des Kotelnitscheskaja-Wohnhauses Dmitri Tschetschulin beteiligt war, das höchste unter den acht Wolkenkratzern werden. Ende der 1940er Jahre wurde zur Vorbereitung auf den Bau das alte Stadtviertel Sarjadje komplett abgerissen und die Fundamente für das künftige Hochhaus fertiggestellt. Dabei blieb es jedoch, denn nach Stalins Tod 1953 wurden Baupläne für Hochhäuser nicht mehr weiterverfolgt. 1967 wurden die Fundamente beim Bau des Hotels Rossija genutzt, welches das gesamte Areal an Stelle des ehemaligen Viertels Sarjadje belegte und 2006 wieder abgebrochen wurde. Ab 2013 entstand auf dem Areal der am 9. September 2017 eröffnete Sarjadje-Park.